# غاري ديبالما
غاري ديبالما (بالإنجليزية: Gary DePalma)‏ هو لاعب كرة قدم أمريكي، ولد في 9 مارس 1976 في بيتسبرغ في الولايات المتحدة. لعب مع بيتسبورغ ريفرهوندز.